# Domaniky de Domanik
Domaniky de Domanik ist ein Uradelsgeschlecht, das aus dem Komitat Sohl stammt. Ein Zweig der Familie wohnte auch im Komitat Hont. 

## Geschichte
Anfang des 12. Jahrhunderts wurde ein Adeliger namens Domanik im Komitat Sohl urkundlich erwähnt. Domanik hatte fünf Söhne, von denen nur einer überlebte. Im Jahre 1382 bekamen sie die Herrschaft mit dem gleichlautenden Namen Domaníky. 
Im Jahre 1564 bekam das Geschlecht weitere Besitztümer im Komitat Sohl, die eine Spende des Königs gewesen sein sollen. 
Dieses Geschlecht starb in männlicher Linie aus, wurde aber fortgesetzt in anderen Adelsgeschlechtern wie den Pomothy, Rákóczy, Horváthy, Kéry und Ághy.

## Wappen
Geharnischter, gebogener Arm, in der Faust ein Schwert mit Parierstange haltend. In der erhobenen Rechten einen runden Stein haltend.